# Detlef Kebbe
Detlef Kebbe (* 16. Januar 1952) ist ein deutscher Fußballfunktionär.
Kebbe gehörte seit der zweiten Hälfte der 1980er Jahre zu den bestimmenden Persönlichkeiten im Amateurfußball im Großraum Hamburg, insbesondere im Kreis Pinneberg. Dort sei er „bekannter als ein bunter Hund – und schillernder sowieso“, schrieb die Hamburger Morgenpost im Juli 2016. Das Hamburger Abendblatt nannte ihn 1986 eine „schillernde Figur“, 2006 den „erfolgreichsten Manager des Hamburger Amateur-Fußballs“, 2012 den „wichtigsten Funktionär des Kreis-Pinneberg-Fußballs der vergangenen drei Jahrzehnte“ und 2018 den „schillerndsten und erfolgreichsten Fußball-Manager im Kreis Pinneberg der vergangenen 35 Jahre“. Kebbe wurde als einer „der fähigsten Manager im Hamburger Amateurfußball“ bezeichnet.

## Werdegang
Kebbe wuchs in Rellingen auf, er spielte Fußball in der Jugend der SV Halstenbek-Rellingen, dann beim VfL Pinneberg und beim Tangstedter SV. Beim Tangstedter Verein übernahm Kebbe mit 32 Jahren das Amt des Ligaobmanns, 1986 wechselte er zum VfL Pinneberg in die höchste Hamburger Amateurfußballliga und trat dort dasselbe Amt an. Im Sommer 1990 erwirkte er vom Oberligisten TuS Hoisdorf die Freigabe für den Kroaten Andelko Ivanko, einen ehemaligen Pinneberger Spieler. Da Ivanko anschließend einen Vorvertrag beim DDR-Oberligisten Dynamo Dresden erhielt, konnte Kebbe für den VfL eine Ablöseforderung geltend machen. Mitte Dezember 1993 wurde sein sofortiger Rücktritt vermeldet, da es bei der Trainerfrage zu Meinungsverschiedenheiten zwischen Kebbe und dem Vereinsvorstand gekommen war. Später führte er sein Amt aber fort. Dieses hatte er bis Mai 2006 inne, als vom VfL-Vorstand überraschend die Trennung verkündet wurde, da es Uneinigkeit über die „zukünftige sportliche Ausrichtung der VfL-Fußballabteilung“ gab. Das Hamburger Abendblatt wertete diese Trennung als „Eklat“, der „große Aufmerksamkeit im Hamburger Amateurfußball“ gefunden habe. In seiner Pinneberger Zeit arbeitete Kebbe lange mit Trainer Thomas Bliemeister zusammen.
Beruflich war Kebbe mehr als 45 Jahre als Autoverkäufer (und später Prokurist) bei einem Fahrzeughandel in Rellingen tätig, im August 2019 ging er in den Ruhestand. Thomas Bliemeister gehörte ab 1980 zu seinen Arbeitskollegen. Kebbe machte in seiner beruflichen Tätigkeit Bekanntschaft mit Horst Hrubesch, als dieser einen Wagen kaufte. Hrubesch empfahl Kebbe im Kreise seiner Mannschaftskollegen beim Hamburger SV weiter, sodass Kebbe im Laufe der Jahre Geschäftsbeziehungen (und teils freundschaftliche Verbindungen) zu zahlreichen Persönlichkeiten des Hamburger Profifußballs aufbaute, darunter Uli Stein, Jürgen Stars, Bernd Wehmeyer, Kevin Keegan, Peter Hidien, Thomas Doll, David Jarolim, Willi Reimann und Peter Nogly, sowie darüber hinaus zu Spielern aus anderen Gegenden Deutschlands, darunter Frank Mill, Walter Oswald und Jürgen Rynio. Diese Kontakte nutzte Kebbe immer wieder auch für seine Tätigkeiten im Fußball, zum Beispiel, als er in der Saison 1986/87 die damaligen HSV-Spieler Stein und Heinz Gründel für eine Gesprächsrunde im Rahmen eines VfL-Heimspiels gewann, kurz vor Weihnachten 1986 Frank Schmöller (ebenfalls damals HSV) zur Übergabe von Geschenken an Pinneberger Nachwuchsspieler gewann oder Stein im Jahr 2000 als Torwart-Aushilfe in Pinnebergs Ligamannschaft holte. Des Weiteren lotste er mit Wehmeyer, Hidien und Stars weitere ehemalige HSV-Spieler nach dem Ende ihrer Profi-Laufbahnen als Spieler zum VfL. Er nutzte seine Beziehungen ebenfalls, um mehrfach Profimannschaften zu Vorbereitungs- beziehungsweise Freundschaftsspielen nach Pinneberg zu holen. Diesen von Kebbe angebahnten und organisierten Veranstaltungen wohnten meist Zuschauerschaften im vierstelligen Bereich bei. 1998 spielten der Hamburger SV und Dukla Prag im Rahmen eines Turniers in Pinneberg. Im Sommer 2002 richtete Kebbe in Pinneberg vor 3200 Zuschauern ein Blitzturnier mit dem Hamburger SV und Sigma Olmütz aus. Im März 2003 holte Kebbe den FC St. Pauli zu einem Spiel nach Pinneberg, im Juli 2003 gastierte Bundesligist Eintracht Frankfurt in der Stadt, damals betreut von Trainer Willi Reimann, seit Hamburger Tagen ein Freund Kebbes.
Im Juli 2007 war Kebbe Veranstalter eines in Pinneberg ausgetragenen Spiels zwischen dem Hamburger SV und einer Auswahl von Amateurfußballern aus ganz Deutschland, die im Rahmen einer Werbemaßnahme vom Unternehmen Beiersdorf zusammengestellt worden war. Der Fernsehsender DSF strahlte über die Zusammenstellung der vom früheren Nationalspieler Mario Basler betreuten Auswahl und das Spiel in Pinneberg, welches 3000 Zuschauer anzog, eine vierteilige Serie aus. 2008 war Kebbe an der Veranstaltung eines Freundschaftsspiels zwischen dem Hamburger SV und einer Amateurauswahl von Spielern aus dem Kreis Pinneberg beteiligt. Das Spiel wurde vor 4000 Zuschauern in Pinneberg ausgetragen.
Im Sommer 2006 übernahm Kebbe das Amt des Managers beim Wedeler TSV in der Hamburg-Liga. 2008 holte Kebbe Peter Nogly als Trainer nach Wedel. Kebbe war zunächst bis 2010 in Wedel tätig.
2010 übernahm Kebbe das Amt des Ligaobmanns bei der SV Halstenbek-Rellingen (Oberliga) und arbeitete dort wieder mit Bliemeister als Trainer zusammen. Im Juli 2010 stellte Kebbe ein Freundschaftsspiel der Mannschaft gegen den Bundesligisten Hamburger SV auf die Beine, welches 2000 Zuschauer auf die Halstenbeker Anlage lockte. In seiner Amtszeit bei der SV Halstenbek-Rellingen holte er den ehemaligen Profi Claus Reitmaier, der für die Mannschaft einige Spiele bestritt. Im März 2016 gab Kebbe sein Amt bei Halstenbek-Rellingen ab.
In der Saison 2016/17 war Kebbe beratend für den Oberligisten SV Rugenbergen tätig. Im Sommer 2017 kehrte Kebbe als Sportlicher Leiter gemeinsam mit Bliemeister (als Sportlicher Berater) zum VfL Pinneberg zurück. Ende Januar 2018 verließen beide den VfL wieder. Kebbe trat im Sommer 2018 abermals ein Amt beim Wedeler TSV an, den er fortan bei der Mannschaftszusammenstellung unterstützte. Diese Aufgabe übte er bis 2019 aus. Im November 2022 wurde er Sportlicher Berater des Tangstedter SV (Kreisklasse).
Im Laufe seiner Funktionärslaufbahn erhielt Kebbe mehrmals das Angebot, im Profifußball zu arbeiten, schlug diese jedoch aus familiären Gründen aus. Er brachte mehrere Spieler aus dem Amateurbereich mit Profivereinen in Verbindung und vermittelte ihnen Probetrainings, darunter Peter Ehlers (Rot-Weiss Essen), Ulf Becker (FC Schalke 04), Andelko Ivanko (Dynamo Dresden), Thorsten Lentz (Tennis Borussia Berlin), Oliver Hinz (FC St. Pauli) und Braima Balde (Vasas Budapest). Kebbes Sohn Marco spielte in der Jugend des Hamburger SV sowie später bei mehreren Amateurvereinen im Großraum Hamburg (SV Rugenbergen, Altona 93, VfL Pinneberg, SV Halstenbek-Rellingen).